# Sarcophaga theodori
Sarcophaga theodori är en tvåvingeart som beskrevs av Andy Z. Lehrer 1998. Sarcophaga theodori ingår i släktet Sarcophaga och familjen köttflugor.
Artens utbredningsområde är Israel. Inga underarter finns listade i Catalogue of Life.